# Бородий, Алексей Демьянович
Алексей Демьянович Бородий (1902—1943) — партизан Великой Отечественной войны, секретарь подпольного Житомирского обкома КП(б)У. Расстрелян гестапо в 1943 году. Герой Советского Союза посмертно (1965).

## Биография
Алексей Бородий родился 23 апреля 1902 года в городе Житомире в рабочей семье. В 1918 году участвовал в большевистском партизанском отряде, который вел боевые действия с австрийскими и германскими войсками на территории УНР. В 1919—1924 годах проходил службу в Рабоче-крестьянской Красной Армии. Демобилизовавшись, находился на хозяйственной работе в Киевской, Винницкой, Житомирской областях. В 1924 году вступил в ВКП(б).
В начале Великой Отечественной войны Бородий был повторно призван в армию и назначен батальонным комиссаром. В сентябре 1941 года батальон попал в окружение под городом Лохвица Полтавской области Украинской ССР, в результате чего Бородий остался на оккупированной территории. Находясь на нелегальном положении, тайно приехал в Киев, где до войны жила его семья, и узнал, что его жена была расстреляна оккупационными властями. Взяв с собой маленького сына, Бородий отправился в Житомир, где проживали его родители, и устроился там заготовителем в заготконтору. Постепенно Бородий собрал вокруг себя подпольную антифашистскую группу. В июле 1942 года он стал руководителем подпольного Житомирского горкома КП(б)У, а в конце того же года ему удалось установить связь с Житомирским подпольным обкомом КП(б)У. 10 апреля 1943 года на партийной конференции было принято решение об избрании секретарями обкома Алексея Бородия и Григория Шелушкова и об усилении борьбы против оккупантов, создании новых партизанских отрядов. Бородий был одним из организаторов ряда диверсий на железных дорогах и промышленных предприятиях, распространения листовок среди населения, сбора оружия и боеприпасов. В начале мая 1943 года подпольный обком принял решение о массовом уходе в партизанские отряды, однако 10 мая Бородий и Шелушков были арестованы гестапо. На допросах подвергались жестоким пыткам. 30 мая 1943 года Бородий и Шелушков были расстреляны.
Указом Президиума Верховного Совета СССР от 8 мая 1965 года за «особые заслуги в организации и руководстве Житомирским подпольным обкомом партии, мужество и героизм, проявленные в борьбе против немецко-фашистских захватчиков в период Великой Отечественной войны» секретарь Житомирского подпольного обкома КП(б)У Алексей Бородий посмертно был удостоен высокого звания Героя Советского Союза. Также был награждён орденом Ленина.

## Декоммунизация на Украине
В Житомире до 19 февраля 2016 года одна из улиц носила имя Николая Бородия. В лесу у села Должик на месте расстрела Бородия и Григория Шелушкова был установлен обелиск. В рамках украинского закона о декоммунизации улица была переименована, а обелиск памяти Бородия и Шелушкова — демонтирован.